# Colonna Walter Alasia
La Colonna Walter Alasia fu un'organizzazione terroristica attiva particolarmente nel milanese, tra il 1977 e il 1983. Nacque dall'unione del Fronte Armato Rivoluzionario Operaio alle Brigate Rosse di Milano.
Prese il nome dal brigatista Walter Alasia, ucciso in uno scontro a fuoco dopo aver ucciso due membri delle forze dell'ordine che cercavano di arrestarlo.
Comprendeva circa un centinaio di elementi ed ebbe un ruolo a tratti distinto da quello dell'organizzazione centrale brigatista, poiché anteponeva alla lotta contro lo Stato la lotta dell'operaismo comunista contro la borghesia. A fine dicembre 1980, la colonna fu espulsa dalle Brigate Rosse e proseguì autonomamente la sua attività con una serie di attentati.
In particolare, rispetto alle BR centrali, i sequestri operati dalla Walter Alasia ebbero un carattere meno politico e più legato alla realtà operaia e sindacale nel contesto milanese fortemente industrializzato di fine anni settanta. La colonna lombarda raccolse taciti ma significativi consensi proprio all'interno di grandi aziende come la Pirelli e l'Alfa Romeo di Arese, facenti parte della grande area industriale milanese dell'epoca.

## Storia
La colonna prese il nome dall'operaio Walter Alasia, brigatista ucciso a Sesto San Giovanni nel 1976, durante un conflitto a fuoco con i carabinieri impegnati nella sua cattura.
Il dissidio della colonna con la direzione centrale brigatista venne alla luce nel dicembre 1979 quando le BR distribuirono il loro opuscolo n. 9 "sulle grandi fabbriche" in cui tratteggiavano la loro posizione sulla questione operaia, la colonna milanese non condividendone le conclusioni, non lo diffuse e distribuì a sua volta un suo documento chiamato "Fabbriche" contenente le proprie posizioni in cui teorizzavano una unione fra il dirigismo della lotta armata con le istanze dei movimenti di massa. Secondo la colonna "La pratica rivoluzionaria del Partito Comunista Combattente dovrà rivolgersi essenzialmente agli aspetti economici e alla pratica sociale delle masse" mirando quindi a fungere da tramite tra le avanguardie rivoluzionarie e le attese masse combattenti, usando come terreno di lotta la fabbrica con i suoi capi e dirigenti.
Lo scontro interno continuò per tutto il 1980, neppure sanata da una riunione avvenuta in luglio in provincia di Roma delle direzione strategica, acuendosi quando la colonna decise di gestire in piena autonomia le azioni contro Renato Briano, direttore del personale della Magneti Marelli, e Manfredo Mazzanti, direttore tecnico della Falk, uccisi rispettivamente il 12 e 28 novembre 1980.
Tutta l'attività della colonna milanese Walter Alasia fu ritenuta non aderente alla linea politico-operativa del comitato esecutivo e della direzione strategica. La sua espulsione, ufficialmente annunciata dal direttivo delle BR con il comunicato n. 10, composto da 19 fogli, fatto ritrovare a Genova il 23 dicembre con una telefonata ad un quotidiano, con l'accusa di "frazionismo gruppettaro", sarebbe stata decisa, spiega il comunicato, da una riunione con la partecipazione dei rappresentanti di tutte le colonne brigatiste; sempre nel medesimo comunicato le BR affermarono di non ritenersi responsabili degli omicidi avvenuti contro Briano e Mazzanti.
Poco prima, l’11 dicembre due suoi militanti, Walter Pezzoli e Roberto Serafini, vengono intercettati a Milano e uccisi da un nucleo speciale dei carabinieri.
Il 17 febbraio 1981 la Brigata ospedalieri “Fabrizio Pelli” uccide il direttore sanitario del Policlinico di Milano, Luigi Marangoni, e viene distribuito un opuscolo, col titolo “Attacchiamo la DC principale responsabile della ristrutturazione nell'ospedale”, presentando la posizione della colonna sul problema dell'intervento nel settore dei servizi.
La sua attività nelle fabbriche proseguì e il 3 giugno 1981 fu sequestrato Renzo Sandrucci, direttore della produzione dell'Alfa Romeo, rilasciato dopo quasi due mesi, il 23 luglio davanti allo stabilimento della Magneti Marelli a Milano. Durante le settimane del sequestro furono diffusi volantini, i verbali dell'interrogatorio di Sandrucci e alcuni opuscoli teoretici: "Attaccare il disegno controrivoluzionario del capitalismo multinazionale nel suo cuore: la fabbrica" (giugno 1981), "Contributo alla elaborazione della linea politica" (luglio 1981), dopo la liberazione del dirigente: "Campagna nelle fabbriche" (agosto 1981) e "Bilancio Campagna Sandrucci" (autunno 1981).
Il 1982 è l'anno del declino: il 23 luglio 1982 a Milano Stefano Ferrari viene ucciso dalla polizia in un bar e il 12 novembre 1982, a Cinisello Balsamo, Maurizio Biscaro, cercando di sfuggire alla cattura, cade e muore da un cornicione. L'anno vede una sequenza di arresti. Nel gennaio 1983 viene emesso un nuovo documento “Ancora un passo”, nonostante ciò nel mese di febbraio, la colonna si sciolse dopo che i suoi principali esponenti erano stati arrestati o erano deceduti in seguito all'accresciuta attività di contrasto ad opera delle forze dello stato. In totale 123 persone sono state inquisite in relazione ad eventi legati all'attività della colonna.
Nelle analisi del periodo degli anni di piombo fatte da ex appartenenti ai gruppi di lotta, l'esperienza della colonna milanese è vista come l'«ultima voce del sindacalismo armato» con una visione rivoluzionaria ottocentesca, che non comprendeva la trasformazione della realtà produttiva della fabbrica,

### Attività terroristica attribuita
- Il 2 giugno 1977 tre brigatisti della Alasia gambizzarono Indro Montanelli.
- Il 24 gennaio 1978, a Milano, due brigatisti della Alasia gambizzarono Nicola Giovanni Toma, responsabile delle Relazioni Industriali della Direzione Centrale Commerciale e Montaggi Industriali della Sit Siemens, nei cui reparti erano transitati Mario Moretti, Corrado Alunni, Paola Besuschio, Giorgio Semeria e tanti altri brigatisti.
- Il 20 aprile 1978 un gruppo di brigatisti della Alasia (due esecutori materiali e due ad attendere in auto) uccise in un agguato fuori da casa sua il Maresciallo Maggiore Francesco Di Cataldo, vice comandante del Carcere di San Vittore e direttore del suo centro clinico.
- L'8 gennaio 1980 quattro brigatisti della Alasia uccisero tre poliziotti a Milano nella "Strage di Via Schievano".
- Il 1º aprile 1980 in danno del Circolo culturale Carlo Perini. I brigatisti interruppero una conferenza, entrando armati, prescelsero tra gli spettatori quattro persone, il presidente del Circolo Perini Antonio Iosa, Eros Robbiani, Emilio De Buono e Nadir Tedeschi che furono gambizzate.
- Il 12 novembre 1980 omicidio di Renato Briano direttore del personale della Ercole Marelli[7]
- Il 28 novembre 1980 omicidio di Manfredo Mazzanti direttore tecnico della Falck[8]
- Il 17 febbraio 1981 omicidio di Luigi Marangoni direttore sanitario del Policlinico di Milano[9]
- Il 3 giugno 1981 operarono poi il sequestro dell'ingegnere Renzo Sandrucci, direttore della produzione dell'Alfa Romeo (poi rilasciato).

## Esiti giudiziari
La prima sezione penale della Cassazione con sentenza del 4 novembre 1986 respinse il ricorso di quasi tutti gli imputati del processo d'appello alla colonna delle Brigate Rosse Walter Alasia e confermarono la condanna all'ergastolo per Roberto Adamoli, Lauro Azzolini, Barbara Balzerani, Maria Rosaria Belloli, Pasqua Aurora Betti, Maria Carla Brioschi, Nicolò De Maria, Calogero Diana, Nicola Giancola, Mario Moretti, Sergio Tornaghi e Samuele Zellino. Le condanne divennero così definitive; l'unica eccezione riguardò Ettorina Zaccheo per la quale la Cassazione stabilì un nuovo processo di secondo grado di fronte a una diversa sezione della corte d'appello di Milano.

## Membri della colonna Walter Alasia
- Pasqua Aurora Betti[11]
- Roberto Adamoli
- Maurizio Biscaro[11]
- Stefano Ferrari[11]
- Walter Pezzoli[11]
- Roberto Serafini[11]